# Jim Cutlass
Jim Cutlass, ou plus précisément Une aventure de Jim Cutlass, est une série de bande dessinée créée par Jean-Michel Charlier (scénario), Jean Giraud (dessinateur) et Isabelle Beaumenay-Joannet (couleurs), dont le premier album est paru en 1979, édité par Les Humanoïdes Associés. Elle a été poursuivie par Jean Giraud (scénario) et Christian Rossi (dessin), de 1991 à 1999, éditée alors par Casterman. 
Cette série s'est terminée en 1999.

## Genèse
En 1976, Jean-Michel Charlier et Jean Giraud décident de créer pour un hors-série western de Pilote (n°25 bis de juin 1976) une histoire avec un nouveau personnage : Jim Cutlass. Cette histoire de 17 planches sera reprise en album en 1979, complétée de 43 planches, sous le titre Mississippi River. 
Près de dix ans plus tard, Christian Rossi se retrouve chargé de réveiller le personnage en lieu et place de Giraud, toujours avec Charlier. Mais ce dernier, en pleine page trente-six, lâche héros et lecteurs pour un monde meilleur. Giraud apprend la nouvelle au beau milieu de Los Angeles. De rage, il écrit la suite et la fin de l'histoire dans l'avion du retour. Cutlass ne mourra pas. La suite voit la réapparition de Giraud, cette fois côté scénario. Et l'histoire s'emballe : l'album est fini en deux mois et demi.

## Description

### Résumé
Jim Cutlass est un ancien officier nordiste qui hérite d’une plantation de coton après la Guerre de Sécession. Anti-esclavagiste, il se retrouve en lutte contre le Ku Klux Klan. Mais il aura aussi à faire avec d'autres extrémistes, décidés eux à éliminer les Blancs, avec des sorciers, des zombies...

### Personnages
- Jim Cutlass
- Carolyn Grayson, cousine de Cutlass
- l'Alligator Blanc
- Brown (Bas-Rouge)

## Publications en français

### En albums
- Jean-Michel Charlier (scénario), Jean Giraud (dessin) et Isabelle Beaumenay-Joannet (couleurs), Les Humanoïdes Associés, coll. « Eldorado » :

1. Mississippi River, novembre 1979  (ISBN 2-7316-0009-8).

- Jean Giraud (scénario, avec Charlier sur le premier volume) et Christian Rossi (dessin et couleurs), Casterman :

1. L'Homme de La Nouvelle-Orléans, janvier 1991 (ISBN 2-203-34702-3). Prépublication dans (À suivre) no 150 à 153, Casterman, 1990.
2. L'Alligator blanc, septembre 1993  (ISBN 2-203-36404-1). Prépublication dans (À suivre) no 178 à 181, Casterman, 1992.
3. Tonnerre au Sud, janvier 1995  (ISBN 2-203-36407-6). Prépublication dans (À suivre) no 198 à 201, Casterman, 1994.
4. Jusqu'au cou !, août 1997  (ISBN 2-203-36411-4). Prépublication dans (À suivre) no 231, 232, 233, 234, 239, Casterman, 1997.
5. Colts, Fantômes et Zombies, octobre 1998  (ISBN 2-203-36412-2)[3].
6. Nuit noire, septembre 1999  (ISBN 2-203-36413-0).